# Герб Тячівського району
Герб Тя́чівського райо́ну — офіційний символ Тячівського району Закарпатської області, затверджений рішенням сесії районної ради 21 грудня 2007 року.

## Опис
У срібному щиті чорний орел із золотими очима, дзьобом і язиком, що тримає в лапах стрічку, перетяту лазуровим та золотим, з написом "ТЯЧІВСЬКИЙ РАЙОН". На грудях орла щиток: зелене поле з вузькою срібною облямівкою двічі перетяте. У першій частині червона куля. У другій частині дві руки тілесного кольору із чорними рукавами, з'єднані в рукостисканні. У третій частині протиставлені чорні сокира та кирка в балку.

## Символізм
Срібний колір символізує доброту, чистий простір; орел - символ сили, могутності, рішучості, незламності духу. Окрім того орел є символом м.Тячів.
Зелений колір щитка символізує достаток, надію, волю; яблуко — символ садівництва; гірничий молоток і сокира — означають соледобування, лісозаготівля, деревообробка, багаті природні ресурси; рукостискання — уособлює дружбу різних національностей, які проживають на території району.